# سطح مقطع پراکندگی معکوس
سطح مقطع پراکندگی معکوس یک جسم سطح معادلی است که آن مقدار از توان برخورد کننده را حائل می‌شود تا همان چگالی توان پراکندگی را در محل گیرنده تولید نماید. در صورتی که جسم در تمام جهات به طور یکنواخت (همه سو یکسان) پراکنده سازد. 
سطح مقطع پراکندگی معکوس معیاری از آشکارپذیری جسم (هدف) توسط رادار (آشکارسازی و فاصله یابی رادیویی) است از این رو است که سطح مقطع رادار گفته می‌شود. سطح مقطع پراکندگی معکوس معیاری مرکب است و به صورت پیچیده‌ای به شکل هندسی. جهت پارامترهای ساختمانی جسم. فرکانس و قطبی شدگی موج برخورد کننده وابسته است.